# Eupithecia nuceistriga
Eupithecia nuceistriga är en fjärilsart som beskrevs av Max Joseph Bastelberger 1911. Eupithecia nuceistriga ingår i släktet Eupithecia och familjen mätare. Inga underarter finns listade i Catalogue of Life.